# Любашівська волость
Любашівська волость — адміністративно-територіальна одиниця Ананьївського повіту Херсонської губернії.
Поселення волості:
- Любашівка
- Миколаївка
- Софіївка
- Степанівка
- Іванівка
- Антонівка (Колонтаївка)
- хутір Цибульського
- Агеївка (Майорська)
- хутір Сирівський
- Новоселівка
- Демидівка
- Янівка
- Олександрівка